# Primula smithiana
Primula smithiana là một loài thực vật có hoa trong họ Anh thảo. Loài này được Craib miêu tả khoa học đầu tiên năm 1913.